# مدرسة غرناطة

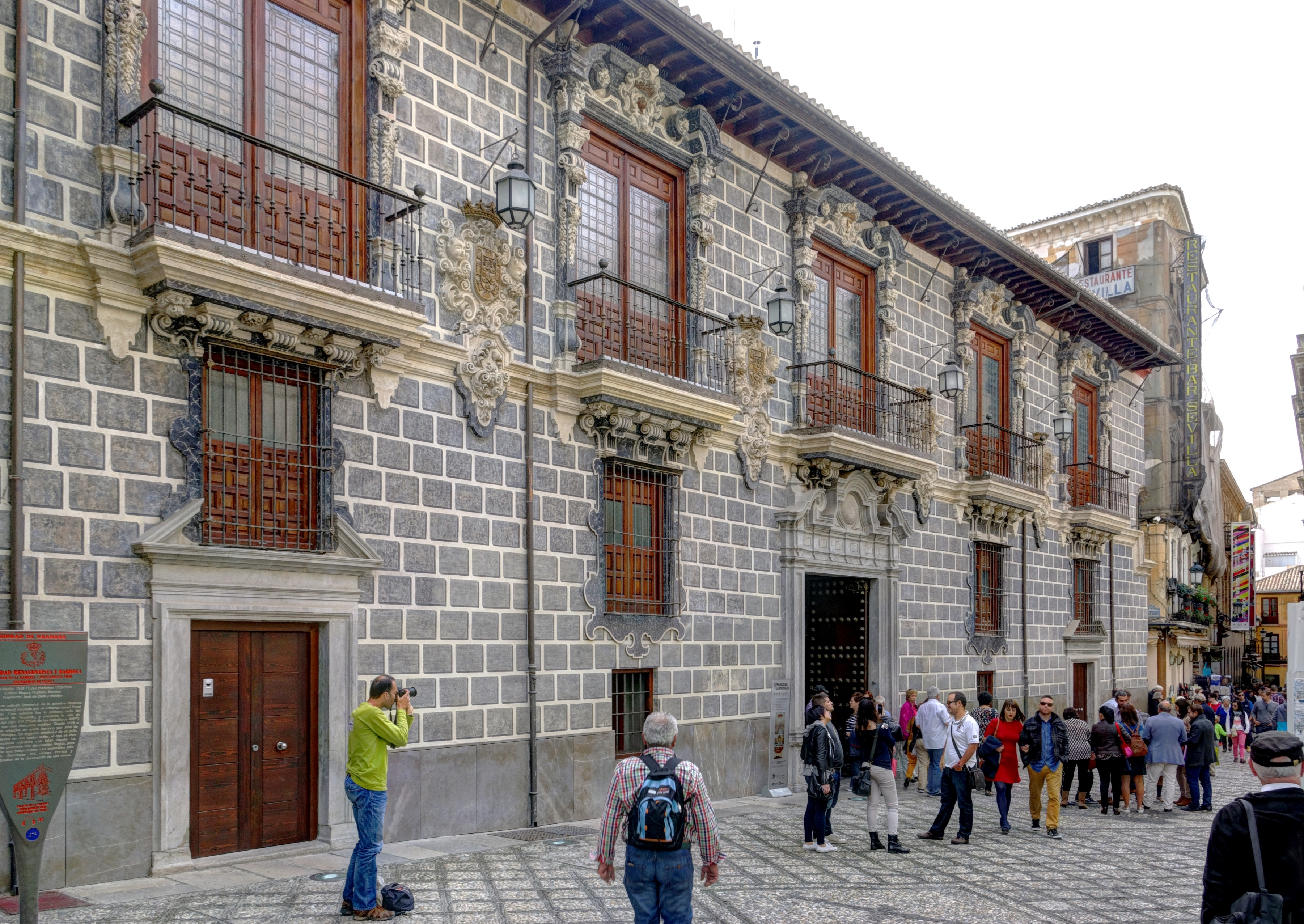
واجهة مدرسة غرناطة (التفاصيل).

مدرسة غرناطة ((بالإسبانية: Madraza de Granada)‏، تسمى أيضا اليوسفية، دار العلم، قصر المدرسة) كانت أوّل جامعة في غرناطة، الأندلس، إسبانيا. أسسها الملك النصري أبو الحجاج يوسف الأول سنة 1349.